# Halálos száguldás
A Halálos száguldás (eredeti cím: Speed Kills) 2018-as amerikai bűnügyi filmdráma, amelyet Jodi Scurfield rendezett. A főbb szerepekben John Travolta, Katheryn Winnick és Jennifer Esposito látható. A film Arthur J. Harris azonos című, Donald Aronow életéről szóló könyvén alapul, amelyet „Ben Aronoff” néven fikcionált.
Hollandiában 2018. augusztus 16-án mutatták be a mozikban.

## Cselekmény
A motorcsónakversenyző és multimilliomos Ben Aronoff kettős életet él, ami miatt bajba kerül a törvénnyel és a drogbárókkal.

## Szereplők
| Szerep            | Színész           | Magyar hang          |
| ----------------- | ----------------- | -------------------- |
| Ben Aronoff       | John Travolta     | Csankó Zoltán        |
| Emily Gowen       | Katheryn Winnick  |                      |
| Katherine Aronoff | Jennifer Esposito |                      |
| Shelly Katz       | Michael Weston    | Láng Balázs          |
| Jules Bergman     | Jordi Mollà       | Viczián Ottó         |
| Lopez ügynök      | Amaury Nolasco    | Csík Csaba Krisztián |
| George H. W. Bush | Matthew Modine    | Kőszegi Ákos         |
| Meyer Lansky      | James Remar       | Jakab Csaba          |
| Robbie Reemer     | Kellan Lutz       |                      |
| Andrew Aronoff    | Charlie Gillespie |                      |
| Contessa          | Moran Atias       |                      |
| Dwayne Franklin   | Tom Sizemore      | Barbinek Péter       |
| "Knocky" House    | Mike Massa        |                      |
| "Panama"          | Luis Da Silva     |                      |
| "Dutch" Kramer    | Keith Hudson      |                      |

## Fogadtatás
A Rotten Tomatoes weboldalán 0%-os értékelést kapott 17 kritika alapján, az átlagos értékelése 2,5 pont a tízből. Barbara Shulgasser-Parker a Common Sense Media-tól ötből egy csillagot adott a filmre. Simon Abrams a RogerEbert.com-tól fél csillagot a filmre. A Powerboat Racing World weboldal azt írta olvasóinak, hogy „készüljenek fel a csalódásra”.